# 林朝华
林朝华（1977年1月24日—），广东省人，中国围棋职业七段棋手。他10岁学棋，1992年入段，2002年7月升为七段。

## 国内比赛成绩
林朝华于1999年至2001年代表广东队参加中国围棋甲级联赛，又于2003年代表北京海淀亿城队参加中国围棋甲级联赛。

## 国际比赛成绩
代表中国参加1999年第2届春兰杯。本赛首轮负于周俊勋。